# チャイルド44
チャイルド44(英語: Child 44)は、2008年に出版されたトム・ロブ・スミスの長編小説である。ウクライナの猟奇的殺人者アンドレイ・チカチーロをモデルに、1950年代のソビエト連邦を舞台にした国家保安庁職員の行動を描いている。
本作はダニエル・エスピノーサ監督によって映画化されることが発表され、全米では2015年4月、日本では2015年7月に公開された。邦題は『チャイルド44 森に消えた子供たち』となった。

## あらすじ
1933年、ホロドモール大飢饉により飢餓に喘ぐソビエト連邦ウクライナのチェルヴォイ村で、兄パーヴェルと弟アンドレイは、食用目的で猫を捕まえようと森の中に入るが、パーヴェルは行方不明になってしまった。
その20年後、幼児が行方不明になる事件が連続して発生、レオの部下フョードルの息子アルカージーも殺害される。スターリン支配下の当時は「ソビエト連邦には犯罪は存在しない」という建前になっていたので、当局は捜査に対して全く熱意が無い。国家保安省の捜査官レオ・デミドフは未解決の幼児誘拐事件を捜査、スパイの疑いを掛けられていた獣医アナトリー・ブロツキーを逮捕した。ところが、レオの部下ワシーリー・ニキーチンがブロツキーを匿っていた農夫ミハイル・ジノヴィエフとその妻を殺害、それに激昂したレオはワシーリーに銃を向けて殴り、その事を後に上司のクズミン少佐に問い詰められる。
その後、レオの妻ライーサがスパイであるという疑いを掛けられ、レオはクズミン少佐の謀略によってウラル山脈の東側に在るヴォウアルスクという村に左遷されてしまう。そこでも少年少女を対象とした惨殺事件が連続して発生する。レオはそれまでの組織の意向に沿った勤務態度を改め、本気で事件解決を目指し始める。

## 登場人物
レオ・ステパノヴィッチ・デミドフ(パーヴェル・トロフィモヴィッチ・シドロフ)
国家保安庁の職員。
ライーサ・デミドフ
レオの妻で学校の教師。
ステパン・デミドフ
レオの父。
アンナ・デミドフ
レオの母。
ヤヌズ・クズミン
レオの上司で少佐。
ワシーリー・イリッチ・ニキーチン
レオの部下。
フョードル・アンドレエフ
レオの部下。
ボリス・ザルビン
国家保安庁の専属医師。
アナトリー・ブロツキー
獣医。
ミハイル・スヴャトラヴィッチ・ジノヴィエフ
ブロツキーの友人で農夫。ワシーリーに銃殺される。
イワン・クズミッチ・ジューコフ
ライーサの同僚で国語教師。反体制派であると言われている。
ワーラム・バビニッチ
知的障害者
ダニル・バサロフ
レストランやホテルの経営者。
アレクサンドル
ヴォウアルスク駅の職員。
ネステロフ
ヴォウアルスクの人民警察署長。